# Estación Plaza de Flores (Metropolitano)
Plaza de Flores es una estación del Metropolitano en Lima. Está ubicada en la intersección de Vía Expresa Paseo de la República y la avenida República de Panamá en el distrito de Barranco. A excepción del Expreso 1, Expreso 10, Expreso 11, Expreso 13, Súper expreso norte y el Lechucero los servicios expresos realizan un giro hacia el norte. El nombre se debe a una tienda, también llamada Plaza de Flores, dedicada a la venta de flores, ubicada al frente de la estación. Está rodeada por una zona comercial y residencial.

## Características
Tiene cuatro plataformas para el embarque y desembarque de pasajeros, las entradas se ubican en el inicio de la Vía Expresa Paseo de la República y están conectadas a las vías locales a través de un cruce y puente peatonal con rampa para personas con movilidad reducida. Cuenta con máquinas y taquillas para la compra y recarga de tarjetas.
Cuenta con cicloparqueaderos con módulos de reparación.

## Servicios
La estación es atendida por los siguientes servicios:
| Servicio troncal | Indicador | Lunes a viernes                          | Lunes a viernes                          | Sábado                                   | Domingo       |
| Servicio troncal | Indicador | Norte a Sur                              | Sur a Norte                              | Sábado                                   | Domingo       |
| ---------------- | --------- | ---------------------------------------- | ---------------------------------------- | ---------------------------------------- | ------------- |
| Regular          | Regular C | 05:00 - 23:00                            | 05:00 - 23:00                            | 05:00 - 23:00                            | 05:00 - 22:00 |
| Expreso          | Expreso 5 | 09:00 - 17:00 (Estación final e inicial) | 09:00 - 17:00 (Estación final e inicial) | 05:15 - 20:20 (Estación final e inicial) | Sin Servicio  |
| Expreso          | Expreso 8 | 17:00 - 21:00 (Estación final e inicial) | 17:00 - 21:00 (Estación final e inicial) | Sin Servicio                             | Sin Servicio  |
| Expreso          | Expreso 9 | Sin Servicio                             | 05:00 - 09:30 (Estación inicial)         | Sin Servicio                             | Sin Servicio  |